# Ananusia australis
Ananusia australis är en stekelart som först beskrevs av Gordh och Trjapitzin 1979.  Ananusia australis ingår i släktet Ananusia och familjen sköldlussteklar. Inga underarter finns listade i Catalogue of Life.